# Henry Thomas Buckle
Henry Thomas Buckle (* 24. November 1821 in Lee, Kent; † 29. Mai 1862 in Damaskus) war ein englischer Historiker und einer der besten englischen Schachspieler seiner Zeit.

## Leben
Der Sohn eines vermögenden Schiffseigentümers und Kaufmanns war als Kind so kränklich, dass ihm weder ein Schulbesuch noch eine spätere Universitätsausbildung möglich wurden. Buckle eignete sich stattdessen in beharrlicher autodidaktischer Arbeit ein umfangreiches, seine Zeitgenossen beeindruckendes Wissen an. 
Nach dem Tode seines Vaters im Januar 1840, der ihm eine beträchtliche Erbschaft zukommen ließ, unternahm er gemeinsam mit seiner Mutter bis 1844 eine Kontinentalreise. Die folgenden 16 Jahre widmete er sich intensiv historischen Studien. 
1858 gab er in der Royal Institution in London die einzige Vorlesung seines Lebens. Thema war Der Einfluss der Frauen auf den Fortschritt des Wissens; sie wurde im selben Jahr als Essay im Fraser’s Magazine gedruckt. 1859 erschien Buckles Essay on Liberty.
Buckle übernahm sich bei seiner Arbeit gesundheitlich, besonders am zweiten Band. Sein deutscher Übersetzer Arnold Ruge schrieb: „dieser zweite Theil hat ihn getödtet. Er hatte sich überarbeitet“. Nach Veröffentlichung des Werkes 1861 unternahm er eine Erholungsreise nach Ägypten und Palästina, wo ihn, nach anfänglich guter Erholung in Jerusalem, in Nazaret ein Typhus-Fieber befiel. Diesem erlag er einige Tage später in Damaskus.

## Werk
1851 begann Buckle die Arbeit an seinem kulturhistorischen Hauptwerk, der History of Civilization in England (dt. Geschichte der Civilisation in England, 1858), die 1857 im ersten Band erschien. Der zweite Teil seiner History of Civilization in England wurde 1861 fertiggestellt, dessen Analyse der sozialen Schichtung Schottlands bis heute relevant ist. Er folgte dem Einfluss von Auguste Comte. Die intellektuell-technische Entwicklung galt ihm als der „große Hebel der Kultur“.
Es gab viele Übersetzungen, so 1874 ins Japanische.
Über die History, die unter Einfluss des philosophischen Positivismus steht, urteilte Meyers Konversations-Lexikon 1888: Das übrigens ziemlich formlos angelegte Werk erregte ungeheures Aufsehen und eine lebhafte Diskussion. Bewundernswert sind der Fleiß der Forschung, die große Belesenheit, der eindringende Scharfsinn, die philosophische Anlage, mit welcher B. überall das allgemeine Gesetz herauszufinden und festzustellen sucht; aber nicht geringer sind auch die Einseitigkeit und die doktrinäre Übertreibung, womit er auf alle Vorgänge der Geschichte das Gesetz der Kausalität in materialistischem Sinn anwendet, ohne das Moment der Freiheit zu seinem Recht kommen zu lassen. Die psychologische Betrachtung verschwindet vor dem empirisch gewonnenen Naturgesetz strengster Kausalität, dem gegenüber das Individuum nichts ist.
Sein Werk beeinflusste eher die Soziologie als die Geschichtswissenschaft.

## Schach
Buckle hat sich bis 1856 auch dem Schachspiel leidenschaftlich gewidmet, das er auf Meisterniveau beherrschte. Während seiner Kontinentalreise traf er 1843 in Berlin auf die besten deutschen Spieler, gegen die er gute Erfolge erzielte. Adolf Anderssen bescheinigte Buckle ein überdurchschnittliches Talent und lobte seine Spielstärke. 1847 gewann Buckle in London gegen Henry Edward Bird mit 9:7 (+9 =0 −7), 1848 in Paris gegen Lionel Kieseritzky mit 4,5:3,5 (+3 =3 −2) und 1851 in London gegen Johann Jacob Löwenthal mit 5:2 (+5 =0 −2). Im selben Jahr gewann er ein Turnier im Londoner Schachcafé The Divan.

## Schriften und Werkausgaben
- History of Civilization in England. 2 Bände. J. W. Parker & Son, London 1857–1861.
- Helen Taylor (Hrsg.): The Miscellaneous and Posthumous Works of Henry Thomas Buckle. 3 Bände. London 1872.